# Ambassis productus
Ambassis productus és una espècie de peix pertanyent a la família dels ambàssids.

## Descripció
- Fa 15 cm de llargària màxima.
- 8 espines i 9-10 radis tous a l'aleta dorsal.
- 3 espines a l'aleta anal.[4]

## Alimentació
Menja (durant la nit) crustacis, alevins i insectes.

## Hàbitat
És un peix d'aigua dolça, salabrosa i marina; demersal i de clima subtropical.

## Distribució geogràfica
Es troba a l'Índic occidental: des de la costa oriental d'Àfrica i Madagascar fins, si més no, el sud de KwaZulu-Natal (Sud-àfrica).

## Ús comercial
És menjat en salaó en alguns països.

## Observacions
És inofensiu per als humans.